# パレスチナ系コロンビア人
コロンビアには、約12,000人のパレスチナ人が存在する。多くは1948年の第一次中東戦争（パレスチナ戦争）の難民の家系である。多くはボゴタに住んでおり、その他はコロンビア中のイスラームの中心地に住んでいる。あるグループはまたコロンビアにおけるアラブ・ディアスポラからでもある（レバノンとシリア）。彼らの多くはムスリムであり、残りのある部分はカトリックである。